# Линейни кораби тип „Куин Елизабет“
Куин Елизабет (на английски: Queen Elizabeth) са серия британски линейни кораби – супердредноути. Главният кораб на серията е кръстен в чест на английската кралица Елизабет I. Тази серия кораби превъзхожда своите предшественици – дредноутите от типа Айрън Дюк в Кралския ВМФ по огнева мощ и скорост. Немските дредноути от типа König също отстъпват на тези кораби, обаче дредноутите от типа Байерн са сравними по характеристики, с изключение по-малката скорост. Също на линкорите от типа „Куин Елизабет“ за първи път е въведено нефтено отопление на котлите.
В техния проект има много общо с корабите от типа „Айрън Дьюк“, но в същото време има ред важни нововъведения, така че строителството на линкорите от типа „Куин Елизабет“ следва да се разглежда като един от крайъгълните моменти в историята на военното корабостроене.

## История на серията
Със спуска на вода на „Дредноут“ Британската империя започва нова епоха в гонката в морските въоръжения. Даже такива страни, като Османската империя, Бразилия, Аржентина, Чили започват да строят планове за снабдяването на своите флотове с дредноути. Великобритания, в съответствие с принципа на „двудържавния стандарт“, също продължава увеличаването на своя флот. През 1911 г. Първи лорд на Адмиралтейството става Уинстън Чърчил. По първоначални планове, програмата за 1912 г. трябва да включва 3 подобрени линкора от типа „Айрън Дьюк“ и линеен крайцер. Обаче новият Първи лорд на Адмиралтейството, със свойствената му енергиея, заповядва да се разработи проект с главен калибър от 15 дюйм, макар проектните работи по създаването на такива оръдия още даже да не са завършени. Причината за това стават слуховете за това, че Германия планира да увеличи калибъра на своите морски оръдия (за това, че сведенията са лъжливи, в Англия узнават много по-късно), а също и това, че в американския и японския флотове стандарт стават 14-дюймовите оръдия. Адмиралтейството застава пред дилема – или да рискува и да заложи кораби с неизпробвано въоръжение, или да строи кораби с вече изпробовано въоръжение, но със заведомо отстъпващо въоръжение на равнозначните кораби на другите държави. След непродължителни обсъждания избират първият вариант. Elswick Ordnance Company изпълнива поставената задача. Новото оръдие 15"/42cal Mk I показва не само по-голяма точност в сравнение с 13,5" Mk V, но и по-голяма пробивна способност и увеличена далечина на стрелбата.
Корабите от типа „Queen Elisabeth“, стават най-старите дредноути, активно участващи във Втората световна война.

## Проектиране
След като е избран калибър за главната артилерия, настава времето да се подготви проект за кораба-носител на даденото въоръжение. Първоначалният проект има стандартната планировка: десет оръдия в пет кули – по две в краищата линейно-терасовидно и една в средата на кораба, скорост около 21 възела, бордова броня с дебелина 330 мм. Разчетите показват, че масата на 381-мм снаряда допуска възможността да се съкрати броя на оръдията до осем, и даже в този случай се осигурява превъзходство в залпа над „Айрън Дюк“. Десетте 343-мм оръдия „Mk.V“ дават тегло на бордовия залп 6350 кг, а осемте 381-мм оръдия имат бордов залп 6804 кг. В резултат на изчисленията, за сметка на отстраняването на средната кула икономисаното тегло и място позволяват да се поставят допълнителни механизми и котли за получаването на по-висока скорост. Във връзка с това е разработена нова тактическа концепция за използването на новите линкори. Предполага се да се създаде от тях бързоходно звено, което ще може да изпълни обхвата на неприятелската колона или със своя мощен огън рязко да усили огневата мощ на някоя от частите на флота, съсредоточавайки огъня по отделен кораб или отделна ескадра на неприятеля. За такова използване на линкорите им е необходима скорост не по-малко от 23 възела, а по-добре даже 25 възела.

## Конструкция
Разположението на батареята противоминни оръдия е безусловно слабото място в проекта. Както и на „Айрън Дюк“, те страдат от същото – в лошо време те са заливани с вода.
Кърмовото оръдие се налага да бъде демонтирано.

### Брониране
Разпределението на бронята е аналогично на „Айрън Дюк“, някъде броневата защита на новите линкори е усъвършенствана, някъде отслабена. Дебелината на броневия пояс по водолинията се увеличава от 305 до 330 мм, а по продължение на главната палуба дебелината на бронята намалява от 203 до 152 мм. Всички прегради са със 152-мм дебелина, под барбета на кула „А“ дебелината на преградата намалява до 51 мм. Бронята на палубите на места изтънява до 6 мм, обаче като цяло е 95 мм в средната част на кораба вместо 89 мм, както е на „Айрън Дюк“, а противоторпедните прегради – дебелината на които се увеличава от 38 мм до 51 мм преминават надлъжно по целия корпус, но зад тях няма въглищни ями.

### Въоръжение
| Основни балистични данни за британските оръдия на главния калибър | Основни балистични данни за британските оръдия на главния калибър | Основни балистични данни за британските оръдия на главния калибър | Основни балистични данни за британските оръдия на главния калибър | Основни балистични данни за британските оръдия на главния калибър | Основни балистични данни за британските оръдия на главния калибър |
| Калибър, мм                                                       | 305                                                               | 305                                                               | 343                                                               | 343                                                               | 381                                                               |
| ----------------------------------------------------------------- | ----------------------------------------------------------------- | ----------------------------------------------------------------- | ----------------------------------------------------------------- | ----------------------------------------------------------------- | ----------------------------------------------------------------- |
| Модел                                                             | X                                                                 | XI                                                                | V(L)                                                              | V(H)                                                              | 1                                                                 |
| Дължина на ствола, калибри                                        | 45                                                                | 50                                                                | 45                                                                | 45                                                                | 42                                                                |
| Маса на оръдието, кг                                              | 57 708                                                            | 66 700,4                                                          | 76 198,4                                                          | 76 198,4                                                          | 98 704,4                                                          |
| Тегло на снаряда, кг                                              | 385,55                                                            | 385,55                                                            | 566,98                                                            | 635,02                                                            | 870,89                                                            |
| Тегло на метателния заряд, кг                                     | 117                                                               | 139,25                                                            | 132,9                                                             | 134,78                                                            | 194,1                                                             |
| Начална скорост, м/с                                              | 869,25                                                            | 918,051                                                           | 787                                                               | 762,5                                                             | 747,25                                                            |
| Бронепробиваемост на снаряда (мм) при дулния срез                 | 406                                                               | 426                                                               | 439                                                               | 439                                                               | 457                                                               |
| Скорост на снаряда (м/с) на дистанция 9140 м                      | 579,5                                                             | 610                                                               | 579,5                                                             | 554,25                                                            | 554,25                                                            |
| Енергия на снаряда (мкг) на дистанция 9140 м                      | 6 587 723                                                         | 7 299 976                                                         | 9 688 010                                                         | 10 287 316                                                        | 14 107 700                                                        |
| Бронепробиваемост на снаряда (мм) на дистанция 9140 м             | 259                                                               | 284                                                               | 320                                                               | 318                                                               | 356                                                               |

### Силова установка
Силовата установка на корабите от типа „Куин Елизабет“ се състои от два комплекта парни турбини на Парсънс или Къртис с пряко подаване към валовете. Всеки комплект турбини се състои от турбини високо налягане за преден и заден ход и турбини ниско налягане за преден и заден ход. Машинното отделение е разделено на три надлъжни отсека. Турбините за ниско налягане се намират в средния отсек, а турбините високо налягане – във външните. Те въртят четири трилопастни винта от манганов бронз. Независимо от заложената в проекта скорост от 25 възела, поради строително претоварване, кораба има увеличено газене и никога не е развивал над 24 възела заради голямото хидродинамично съпротивление. Без форсиране на машините скоростта съставлява 23 възела.

### Спомагателни механизми
Два турбогенератора с мощност 450 кВт и два турбогенератора по 200 киловата осигуряват кораба с електроенергия с постоянно напрежение 200 В.
Системата за опресняване на морска вода се състои от две установки с обща производителност 650 т на денонощие.

## Представители
- „HMS Barham“
- „HMS Malaya“
- „HMS Queen Elizabeth“
- „HMS Valiant“
- „HMS Warspite“

Канадският Бил за военноморска помощ от 1912 г. (Borden’s Naval Aid Bill) предполага заделянето на средства за построяването на три съвременни дредноута (възможно с имена Acadia, Quebec и Ontario), които, най-вероятно, трябва да са още три кораба от този тип, подобно на спонсирирания от Федеративните Щати на Малайзия „Малая“ Обаче била е отхвърлен от Сената на Канада, в който болшинството места тогава има опозиционната Либерална партия. Не е известно, дали тези кораби са предназначени за Кралския флот, както „Малая“ или линейният крайцер „Ню Зеланд“, или за състава на Кралския Канадски флот.

## Оценка на проекта
|                                      | „Ню Йорк“ · САЩ             | „Куин Елизабет“ · Великобритания           | „Айрън Дюк“ · Великобритания           | „Дерфлингер“ · Германия            | „Кьониг“ · Германия                 |
| ------------------------------------ | --------------------------- | ------------------------------------------ | -------------------------------------- | ---------------------------------- | ----------------------------------- |
| Година на залагане                   | 1911                        | 1912                                       | 1912                                   | 1912                               | 1911                                |
| Година на влизане в строй            | 1914                        | 1915                                       | 1914                                   | 1914                               | 1914                                |
| Водоизместимост, нормална, т         | 27 432                      | 29 200                                     | 25 400                                 | 26 600                             | 25 390                              |
| Пълна, т                             | 28 820                      | 33 020                                     | 30 032                                 | 31 200                             | 29 200                              |
| Тип СУ                               | ПМ                          | ПТ                                         | ПТ                                     | ПТ                                 | ПТ                                  |
| Мощност, к.с.                        | 28 100                      | 56 000                                     | 29 000                                 | 63 000                             | 31 000                              |
| Пълна скорост, въз.                  | 21                          | 23                                         | 21,25                                  | 26,5                               | 21                                  |
| Максимална скорост, въз.             | 21,13                       | 24                                         | 21,5 – 22,0                            | 25,5 – 26,5                        | 21,2 – 21,3                         |
| Далечина, мили (на скорост, въз.)    | 7684 (12)                   | 5000 (12)                                  | 4500 (20) 8100 (12)                    | 5600 (14)                          | 6800 (12)                           |
| Брониране, мм                        |                             |                                            |                                        |                                    |                                     |
| Пояс                                 | 305                         | 330                                        | 305                                    | 300                                | 350                                 |
| Палуба                               | 35 – 63                     | 70 – 95                                    | 45 – 89                                | 50 – 80                            | 60 – 100                            |
| Кули                                 | 356                         | 330                                        | 279                                    | 270                                | 300                                 |
| Барбети                              | 254                         | 254                                        | 254                                    | 260                                | 300                                 |
| Рубка                                | 305                         | 279                                        | 279                                    | 300                                | 350                                 |
| Схема на разполагане на въоръжението |                             |                                            |                                        |                                    |                                     |
| Въоръжение                           | 5×2 356/45 21×1×127/51 4 ТА | 4×2×381/42 16×152/45 2×76,2 2×1 47-мм 4 ТА | 5×2×343/45 12×152-мм/45 4×1 47-мм 4 ТА | 4×2×305/50 12×1×150/45 4×1×88 4 ТА | 5×2×305/50 14×1×150/45 10×1×88 5 ТА |

## Коментари
1. ↑  За британските и американските кораби в източниците водоизместимостта е давана в дълги тона, за това тук тя е преизчислена в метрични тонове